# Madre (2017)
Madre is een Spaanse korte film uit 2017, geregisseerd door Rodrigo Sorogoyen.

## Verhaal
Een gesprek tussen Marta en haar moeder wordt ruw verstoord, wanneer Marta telefoon krijgt van haar zes jaar oude zoontje Iván. Iván vertelt dat zijn vader, met wie hij op vakantie is, hem alleen heeft achtergelaten op het strand. Hij weet niet waar zijn vader nu is en hij is bang. Marta begint Iván te bevragen om erachter te komen waar hij is.

## Rolverdeling
| Acteur          | Personage |
| --------------- | --------- |
| Marta Nieto     | Marta     |
| Blanca Apilánez | Madre     |
| Álvaro Balas    | Iván      |
| Miriam Correa   | Policía   |

## Ontvangst

### Prijzen en nomintaties
De film heeft 21 nominaties gehad, waarvan de film er 16 heeft gewonnen. De belangrijkste:
| Jaar | Prijs                             | Categorie        | Resultaat   |
| ---- | --------------------------------- | ---------------- | ----------- |
| 2018 | Premios Goya (32ste uitreiking)   | Beste korte film | Gewonnen    |
| 2019 | Academy Awards (91ste uitreiking) | Beste korte film | Genomineerd |